# Geir Einang
Geir Einang, né le 8 mars 1965 à Øvre Årdal, est un biathlète norvégien.

## Biographie
Après trois ans dans l'équipe nationale, la première victoire de sa carrière intervient avec le relais devant le public norvégien à Holmenkollen dans la Coupe du monde en 1988, là où même il vient d'obtenir son premier podium individuel sur le sprint.
Aux Championnats du monde 1989, il remporte la médaille de bronze au relais avec Gisle Fenne, Eirik Kvalfoss et Sylfest Glimsdal. En 1991, il obtient de nouveau le bronze aux Mondiaux dans cette épreuve, y terminant aussi cinquième du sprint et sixième de l'individuel. Au début des années 1990, il récolte deux succès individuels en Coupe du monde à Oslo et Fagernes.
Peu après les Jeux olympiques d'hiver de 1992, où il est cinquième du relais, il prend sa retraite sportive.

## Palmarès

### Jeux olympiques d'hiver
| Épreuve / Édition   | Individuel | Sprint | Relais |
| ------------------- | ---------- | ------ | ------ |
| JO 1988 Calgary     | -          | 11e    | 6e     |
| JO 1992 Albertville | 36e        | 66e    | 5e     |

Légende :
- — : pas de participation à l'épreuve

### Championnats du monde
| Épreuve     | 1986 à Oslo | 1989 à Feistritz | 1990 à Minsk, Oslo et Kontiolahti | 1991 à Lahti |
| ----------- | ----------- | ---------------- | --------------------------------- | ------------ |
| Individuel  | -           | 44e              | 38e                               | 6e           |
| Sprint      | 26e         | 27e              | -                                 | 5e           |
| Relais      | 5e          | Bronze           | 4e                                | Bronze       |
| Par équipes |             | 11e              | 6e                                | -            |

### Coupe du monde
- Meilleur classement général : 10e en 1992[1].
- 4 podiums individuels, dont 2 victoires.
- 2 victoires en relais et 1 victoire par équipes.

#### Liste des victoires
| N° | Date         | Lieu         | Discipline |
| -- | ------------ | ------------ | ---------- |
| 1. | 9 mars 1991  | Holmenkollen | Sprint     |
| 2. | 14 mars 1992 | Fagernes     | Individuel |